# John Richard Williams
John Richard „Jack“ Williams (* 29. Oktober 1909 in Los Angeles, Kalifornien; † 24. August 1998) war ein US-amerikanischer Politiker (Republikanische Partei) und von 1967 bis 1975 Gouverneur des Bundesstaates Arizona.

## Frühe Jahre und politischer Aufstieg
Jack Williams verlor als Kind sein rechtes Auge, das ihm wegen einer Tumorbildung operativ entfernt werden musste. Seine Familie zog nach Phoenix, Arizona, wo er das Phoenix Junior College besuchte, bevor er 1929 Angestellter beim Radiosender KOY wurde. Er war 40 Jahre lang einer der meistgehörten Rundfunksprecher in Arizona und leitete den bekannten This-and-That-Kommentar. Diesen begann er immer mit den Worten: „It’s another beautiful day in Arizona. Leave us all enjoy it!“ Williams war zwischen 1944 und 1947 Vizepräsident der Phoenix Housing Authority sowie 1946 Präsident der Phoenix Junior Chamber of Commerce. 1956 wurde er zum Bürgermeister von Phoenix gewählt und hatte dieses Amt zwei Amtszeiten inne.

## Gouverneur von Arizona
Er wurde 1966 zum Gouverneur von Arizona gewählt und hielt das Amt bis 1975. Williams war der erste Gouverneur, der für eine vierjährige Amtszeit gewählt wurde. Er war ein engagierter, konservativer Politiker, dessen Bemühungen sich auf ein starkes Wirtschaftswachstum im Staat richteten. Ferner war er von 1970 bis 1971 im National Governors’ Conference Executive Committee tätig. Er bekleidete das Amt des Gouverneurs von Arizona vom 2. Januar 1967 bis zum 6. Januar 1975.

## Quelle
- Governors of the American States, Commonwealths and Territories, National Governors’ Conference, 1971.